# Mkokotoni

Mkokotoni är en ort på ön Zanzibars nordvästra kust, vid sundet mot ön Tumbatu. Den är administrativ huvudort för regionen Norra Zanzibar i östra Tanzania, och är samtidigt huvudort för ett av regionens två distrikt, North "A". Befolkningen uppgick till 438 invånare vid folkräkningen 2002.